# Újezd (u Kaznějova)
Újezd či někdy též Újezdec je zaniklá vesnice v okrese Plzeň-sever, která ležela přibližně dva kilometry jihozápadně od Kaznějova v místech dnešní Staňkovy hájovny.
Ves poprvé připomínána v potvrzení majetku kláštera papežem Inocencem IV. z roku 1250. Od počátku husitských válek byla ves v zástavě přívrženců krále Zikmunda a v průběhu válek zanikla. V urbáři kaceřovského panství z roku 1558 se Újezd uvádí jako pustá ves a dvůr.
Po konfiskaci majetku odbojných stavů po bitvě na Bílé hoře koupil pustý Újezd s Kaznějovem od královské komory pan Vilém z Vřeskovic. Ten roku 1622 na přání císaře Ferdinanda II. Kaznějov s Újezdem převedl nazpět do majetku plaského cisterciáckého kláštera.